# Шики (Псковская область)
Шики — деревня в Островском районе Псковской области. Входит в Воронцовскую волость.
Расположена в 38 км к востоку от города Остров.

## Население
| 2000 | 2001 | 2002 | 2010 |
| ---- | ---- | ---- | ---- |
| 252  | →252 | ↘213 | ↘201 |

Численность населения составляет 252 жителя (2000 год).

## История
До апреля 2015 года деревня была административным центром Шиковской волости (с 1920-х до 1995 года — Шиковского сельсовета).